# Resolució 2379 del Consell de Seguretat de les Nacions Unides
La Resolució 2379 del Consell de Seguretat de les Nacions Unides, redactada pel Regne Unit, fou adoptada per unanimitat el 21 de setembre de 2017. El Consell va crear un equip de recerca per ajudar a l'Iraq a recollir proves de crims de guerra comesos per Estat Islàmic al seu territori. Aquestes proves podrien ser utilitzades més tard per jutjar membres d'ISIS als tribunals iraquians.
La comunitat internacional recolzava els esforços d'Iraq per aconseguir que els combatents de l'ISIS siguin jutjats a Iraq.

## Observacions
El ministre d'Estat britànic per a l'Orient Mitjà, Alistair Burt, considerava la resolució un pas vital per portar Estat Islàmic davant la justícia. El seu país també aportaria un milió de lliures a l'equip investigador.
La ministra sueca d'Afers Exteriors, Margot Wallström, va considerar que era crucial per a la preservació de l'estat de dret i el procés de reconciliació a l'Iraq que tots els crims de guerra fossin investigats de forma imparcial. Ella esperava, però, que l'equip d'investigació no cooperés en demandes que podrien provocar una sentència de mort, ja que el seu país estava en contra de la pena de mort.
El viceministre d'Afers Exteriors de Rússia, Gennadi Mikhailovitx Gatilov, va dir que els països haurien de cooperar millor contra els grups terroristes, tot i que no utilitzaven estàndards duplicats. Es va mostrar satisfet que aquesta resolució demanés l'aprovació de l'Iraq i lamentava que no es fes el mateix amb Síria. El Consell de Seguretat podria haver iniciat una investigació sense el permís de l'Iraq, però el Regne Unit volia que l'Iraq acceptés.
El ministre de Relacions Exteriors iraquià, Ibrahim Abdulkarim Al-Jafari, es va referir a les consultes que el seu país va tenir amb el Regne Unit el 2016 sobre l'establiment d'un mecanisme internacional per perseguir les violacions dels drets humans de l'ONU. Demana ajuda a la comunitat internacional; especialment per a les víctimes d'Estat Islàmic.

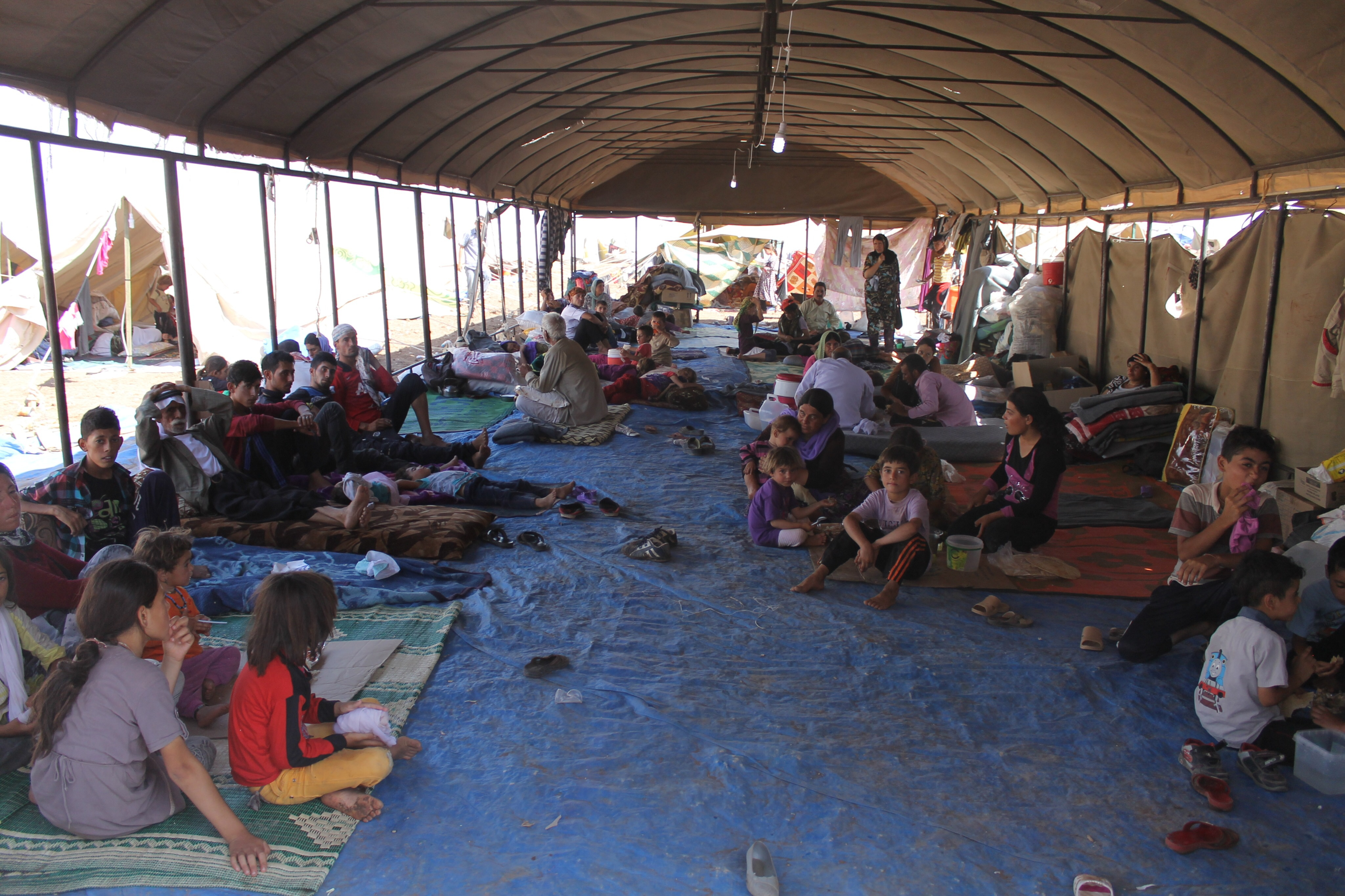
Iazidis iraquians al camp de refugiats de Newroz al nord-est de Síria l'estiu de 2014. Els iazidis van ser perseguits per ISIS, i moltes dones van ser segrestades i venudes com a esclaves.

## Contingut
Estat Islàmic ha violat àmpliament els drets humans, i era responsable d'assassinats, segrestos, presa d'ostatges, suïcidi, esclavitud, matrimonis forçats, el tràfic, violació, l'esclavitud sexual, la utilització de nens, atacs a la infraestructura crítica i la destrucció del patrimoni cultural. Les dones i els nens, en particular, es van veure molt afectats per això. Aquests actes eren possibles crims de guerra, crims contra la humanitat o genocidi. Cometre que era part de les tàctiques de terrorisme d'ISIS. Era important que els membres d'ISIS, i especialment els membres sèniors, n'haguessin estat responsables. Iraq havia demanat ajuda a les Nacions Unides.
Es va demanar al secretari general, António Guterres, que establís un equip d'investigació per ajudar a l'Iraq amb la recol·lecció i preservació de les proves de possibles crims de guerra, crims contra la humanitat i genocidi. En el termini de seixanta dies hauria de presentar una estructura i treball, a la qual també en formaria part l'Iraq. Com a país sobirà, l'Iraq també mantenia la jurisdicció sobre els delictes comesos en el seu territori. Per tant, l'equip d'experts internacionals es complementaria amb investigadors iraquians. L'equip estarà encapçalat per un assessor especial. El mandat es revisaria després de dos anys. La intenció era presentar les proves recollides als tribunals iraquians.